# Rotala welwitschii
Rotala welwitschii är en fackelblomsväxtart som beskrevs av Arthur Wallis Exell. Rotala welwitschii ingår i släktet Rotala och familjen fackelblomsväxter. Inga underarter finns listade i Catalogue of Life.